# Valle de Las Cuevas

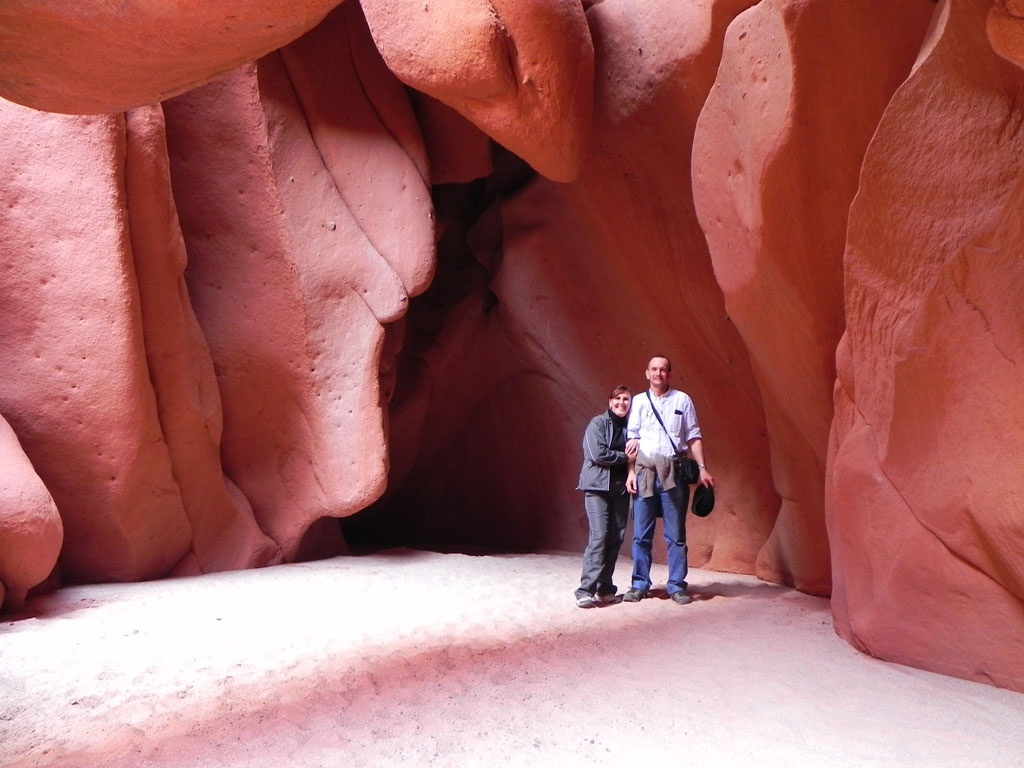
Cuevas de Acsibi

Cuevas de Acsibi es un accidente geográfico, distante a 15 km de la localidad de Seclantás dentro de los Valles Calchaquíes, en la provincia de Salta, norte de la Argentina.
Su nombre Acsibi que en cacán significa "lugar de fuego" se debe a sus colores rojos intensos y a la gran cantidad de rayos que caen en el lugar en días de tormenta. Se han encontrado pipas antiguas hechas de cerámica muy fina intuyéndose que las comunidades de la zona, los Sichas y Malcachiscos, realizaban en el lugar ceremonias y rituales.
El valle, dotado de una geomorfología única y de gran valor arqueológico donde pueden encontrarse pinturas rupestres, con formaciones de arenisca inéditas (similares a una vela derretida) y una gran diversidad de colores que van del gris al rojo intenso, fue parte del Camino del Inca.
Este gran cañón natural, ofrece una muy buena ruta para la realización de trekking, donde las paredes de las quebradas van cambiando de formas hasta volverse cada vez más angostas formando túneles y cuevas.
La cuenca de Molinos, que por su caudal acuífero permanente produce una franja de suelos fértiles en un paisaje escarpado y árido, fue aprovechado durante la época prehispánica por la tribu Malcachiscos, que, según estudios, indican un rango de ocupación para el sitio de entre 700 a. C. y el 1500.
La particular geomorfología de la región y sus formaciones resultantes aportaron una diversidad de rocas de importancia para el aprovechamiento de las sociedades prehispánicas, como por ejemplo para la producción de la alfarería, puntas de flechas, etc. que eran utilizadas en tareas domésticas y cotidianas.
Las comunidades que habitaron el valle durante los últimos siglos de ocupación prehispánica desarrollaron una compleja organización social, política y económica dentro de la cual la organización de la producción lítica constituyó sin duda parte de sus intereses.
Esa tribu Calchaquí fue una de las que encabezaron el alzamiento de 1630, luchando valientemente contra el invasor español.
Hoy habitan en el lugar pumas, llamas y cóndores, lo que por la fauna de la zona pueden verse con mucha facilidad.
En estas cuevas rojizas únicas, pueden observarse los haces de luz que se cuelan entre las cavernas por intersticios mínimos y los cambios de coloración de las rocas mientras avanzan las horas hacia la tarde haciendo de este un lugar propicio para visitar y conocer.

## Acceso

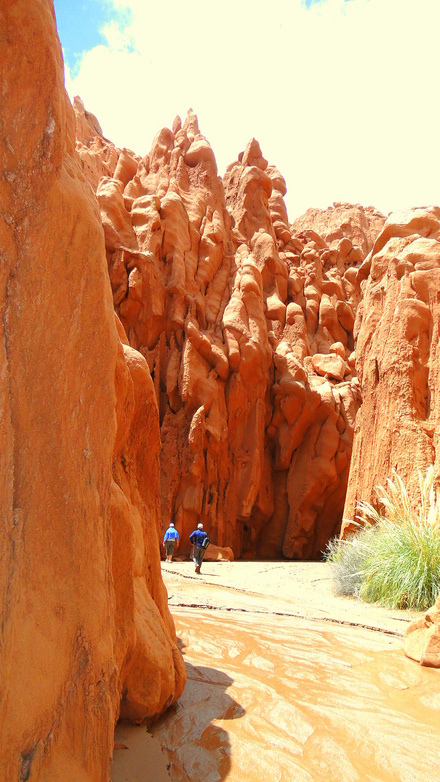
Camino a las cuevas

Las cuevas no poseen un fácil acceso ya que no se cuenta con ruta ni camino consolidado hasta el lugar.
A pie, a caballo o sólo con la ayuda de vehículo apropiado, puede accederse a través del lecho seco del Río Montenieva hasta llegar a la boca del cañadón, donde nos encontramos con grandes muros de piedras.
Superada la barrera, se ingresa a un valle rojizo que combina paredes de arenisca y rocas de tonos intensos (muy parecido al que uno puede imaginar en Marte).
Posteriormente, atravesado túneles angostos y luego de realizar un trekking de 2 h (o 4 km) aproximadamente a través de una picada señalizada (camino o sendero), dejando atrás los cardones y cortaderas, el cañón se estrecha hasta formar estas cuevas inigualables con las más extrañas formas.